# Modlna

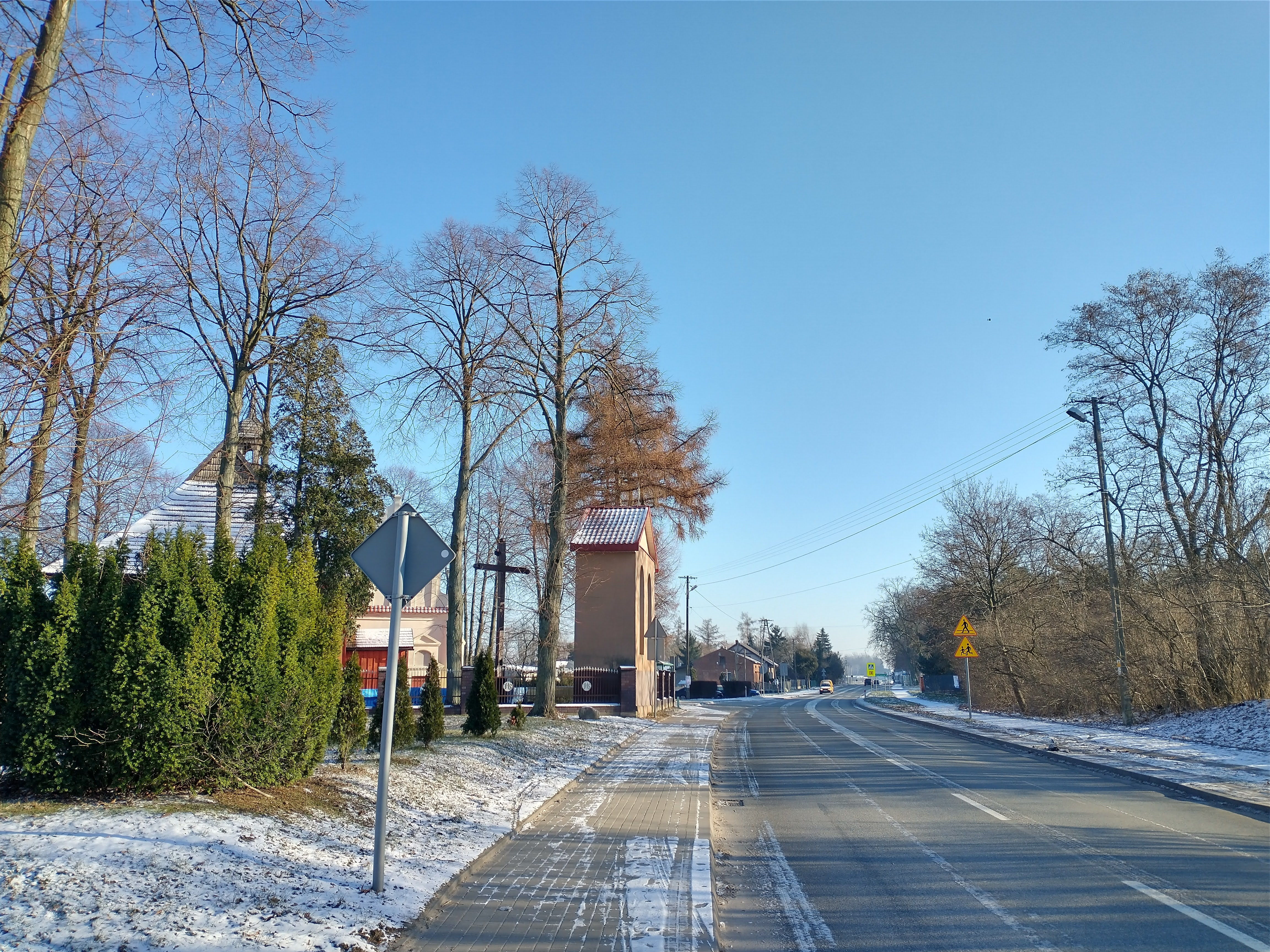
Główna ulica wsi

Modlna – wieś w Polsce położona w województwie łódzkim, w powiecie zgierskim, w gminie Ozorków pod Sokolnikami. Pierwsza wzmianka o wsi pochodzi z roku 1392.
W latach 1975–1998 miejscowość administracyjnie należała do ówczesnego województwa łódzkiego.
We wsi działa Szkoła Podstawowa im. 17 Wielkopolskiej Dywizji Piechoty oraz gimnazjum w zespole szkół.
W miejscowości znajduje się kościół, którego przednia część pochodzi z XIV w.

## Historia
Modlna jest starą wsią szlachecką, z której wywodzi się rodzina Modlińskich herbu Tępa Podkowa. Część Modlnej należała jednocześnie do Warszyckich. Do tutejszego drewnianego kościółka w roku 1600, kasztelan łęczycki Mateusz Warszycki herbu Habdank (zm. 1603) dobudował murowaną kaplicę, w której znajduje się jego przyścienny nagrobek z piaskowca przedstawiający zmarłego w renesansowej zbroi. W kruchcie kościoła zachowała się metalowa płyta epitafijna byłego obywatela ziemskiego Antoniego Tymienieckiego (zm. 10 grudnia 1882) i Tekli ze Stokowskich Tymienieckiej (zm. 3 lutego 1898).
Na zachód od kościoła znajduje się cmentarz parafialny, na którym - opodal kaplicy po jej lewej stronie - zachował się pomnik secesyjny z piaskowca stylizowany na pień dębu. Okalają go piaskowcowe słupki z pozostałościami łańcucha. Pomnik fundacji córki
wystawiono zmarłemu w Dzierżąźnie, obywatelowi ziemskiemu Feliksowi Kurzewskiemu (zm. 3 XII 1913 (?)).
7 września 1939 roku miejsce przemarszu wielu kolejarzy i pocztowców, ewakuujących się wraz z rodzinami na wschód Polski. Kontynuowali oni ewakuację rozpoczętą w Krotoszynie - po zbombardowaniu pociągu ewakuacyjnego w Kole 2 września 1939  i zatrzymaniu pociągu w Ozorkowie 6 września 1939 roku. Ludwik Danielak wykonywał zadania kurierskie oraz obserwacyjne (dozorowania) i dywersyjne. Zginęli pocztowcy z Krotoszyna: 7 września 1939 roku Ludwik Danielak (do końca wykonywał zdania dywersyjne przeciwko Niemcom) oraz Władysław Dreger, który ukrywał się i został rozstrzelany dopiero 5 października 1939 roku. W okolicach Modlnej toczyły się początkowe walki w ramach bitwy nad Bzurą. M.in. walczyli żołnierze 17 Wielkopolskiej Dywizji Piechoty.

## Zabytki
Według rejestru zabytków Narodowego Instytutu Dziedzictwa na listę zabytków wpisane są obiekty:
- kościół pw. Bożego Ciała i św. Stanisława Biskupa, drewniany, XVII w., XIX w., nr rej.: A/497 z 4.08.1967
- kaplica cmentarna, koniec XIX w., nr rej.: A/498 z 4.08.1967

## Ludzie związani z Modlną
- Ludwik Danielak
- Mirosław Hermaszewski
- Mieczysław Rossowski